# Rodelindo Román Fútbol Club
El Rodelindo Román Fútbol Club es un club de fútbol de Chile, de la comuna de San Joaquín, en la ciudad de Santiago, Región Metropolitana. Fue fundado el 16 de noviembre de 1956. Para la temporada 2025, jugará en la Tercera División B.
Su tradicional rival es Real San Joaquín, equipo deportivo frente al cual disputaba el denominado «clásico de San Joaquín».

## Historia
El 16 de noviembre de 1956, Rodelindo Román, quien trabajó en el área de jardines de la Municipalidad de San Miguel, juntó a un grupo de vecinos y amigos para fundar un club de fútbol que se llamaría Rodelindo Román Fútbol Club.
Desde sus orígenes no había sido más que un club de barrio, puesto que jugaba en la Asociación de Fútbol Amateur San Joaquín Oriente, representando al barrio de El Huasco.
En el año 2016, Arturo Vidal empieza a involucrarse de lleno en el acontecer del club, el cual es un emblema de dicho equipo, ya que allí empezó su etapa formativa, antes de migrar a Colo Colo. También declaró que en un período de cinco años piensa en retirarse allí y poder jugar la Copa Libertadores.

### Ingreso a la Tercera División B de Chile
En 2018, Rodelindo Román se inscribe en la ANFA, para jugar en la Tercera División B. En su debut, se enfrentó al Deportivo La Granja en condición de local, logrando un empate a 2. Su primera victoria fue en la 2.ª fecha, tras ganarle a San Bernardo Unido por un marcador de 0-5. Tras finalizar la primera fase con 35 puntos, quedaron en la 5.ª posición, clasificándose a la fase 2, etapa en la cual solamente perdieron un partido. En la fase final, fueron eliminados por Deportes Concepción.

### Tercera División B de Chile 2019
En la temporada 2019 hacen una maravillosa campaña quedando invictos en la primera fase, logrando un total de 56 unidades y consiguiendo el primer puesto. Tras lograr la segunda posición en la segunda fase, se enfrentan a Quintero Unido en los cuartos de final, logrando una victoria global de 5-3 a favor de los verdes del Huasco; en la semifinal se enfrentan a Provincial Ranco, en donde lograron por primera vez pasar a la final tras ganar por un marcador de 6-4, además consiguió el ascenso a la Tercera División A. En la final se enfrentó a La Pintana Unida, en la ida quedó un marcador 2-1 favorable a Rodelindo Román, mientras que en la vuelta empataron 1-1, que con un marcador global de 3-2, el club de San Joaquín consiguió su primer título oficial.

### Debut en Tercera División A y el ascenso al profesionalismo
El club debuta en la Tercera División A un 28 de noviembre, enfrentando al elenco de su misma comuna, el Real San Joaquín, en calidad de visitante, encuentro que terminaría con un marcador de 1-1. Tras finalizar la Fase Grupal, queda líder, superando a Municipal Santiago por la diferencia de goles. En los cuartos de final enfrenta al cuadro de Deportes Rengo, encuentro que sería favorable en las llaves al elenco sanjoaquino tras ganar por 2-1 y 3-1 respectivamente. En las semifinales se enfrenta al equipo metropolitano de Municipal Santiago, al cual ya había visitado 2 veces en la Fase Grupal ambas terminando en empate, pero en esta ocasión sería diferente, porque tras ganar por 1-0 en el Municipal de San Ramón, empataría 2-2 en el Municipal de La Pintana logrando el ascenso al profesionalismo tras haber debutado en menos de 2 años en el amateurismo nacional. El 7 de febrero, consiguió el subcampeonato tras perder por 5-3 en la tanda de penales contra Deportes Limache.

### Su paso por el profesionalismo y posterior receso (2022-2024)
Rodelindo Román debuta en la Segunda División Profesional el 30 de mayo del 2021, ante Deportes Valdivia, perdiendo por 3-0.  
Su primera victoria llegaría en la fecha 5 ante Deportes Recoleta, por 1-0, volviendo a ganar en la fecha 9 ante Deportes Colina, también por la mínima, así como victorias en las dos últimas fechas de la primera rueda, ante Lautaro de Buin por 1-0, y a General Velásquez por 5-2. Finalizaría esa temporada en la novena posición, con 27 puntos.
Para la temporada siguiente, el club vivió las consecuencias de los problemas legales entre Arturo Vidal y Carlos Albornoz, quien salió de la presidencia del club, quedando en su lugar Francisca Araya, amiga de la infancia del propietario. Para la temporada contaron con refuerzos como Carlos Cisternas, Augustine Ezeali y Nazareno Fernández, pero pese a eso cuajaron una terrible campaña, la cual se coronó con el descenso a la Tercera División A, tras perder en la última fecha ante Deportes Concepción por 2-1.
Sin embargo, en marzo de 2023, Arturo Vidal decidió no postular al "Rode" a Tercera División, debido a las pérdidas económicas del club, quedando en receso. Hasta ahora, el equipo solo juega partidos de barrio, hasta que en diciembre de 2024, postuló para poder participar en la Tercera División B de Chile 2025, a la espera de que la ANFA, decidirá si su postulación sea aceptada o no, para ingresar a la categoría.

## Uniforme
- Uniforme titular: Camiseta verde oscuro, pantalón y medias verde oscuro.
- Uniforme alternativo: Camiseta blanca, pantalón y medias verde oscuro.

### Uniforme titular
| 2018-19 | 2020 | 2020-21 | 2022 | 2023-24 | 2025- |

### Uniforme alternativo
| 2018-19 | 2020 | 2020-21 | 2022 | 2023- |

### Equipamiento
| Período   | Proveedor |
| --------- | --------- |
| 2018-2019 | Brival    |
| 2020      | Umbro     |
| 2020-2021 | OneFit    |
| 2021      | Cron      |
| 2022-2023 | Playmaker |
| 2024-     | KS7       |

| Período   | Auspiciador       |
| --------- | ----------------- |
| 2018-2019 | Chikool           |
| 2020      | MTS               |
| 2020-2021 | Chikool           |
| 2021-2022 | DesKartable       |
| 2022-2023 | Sipa              |
| 2024-     | La Picolla Italia |

## Estadio

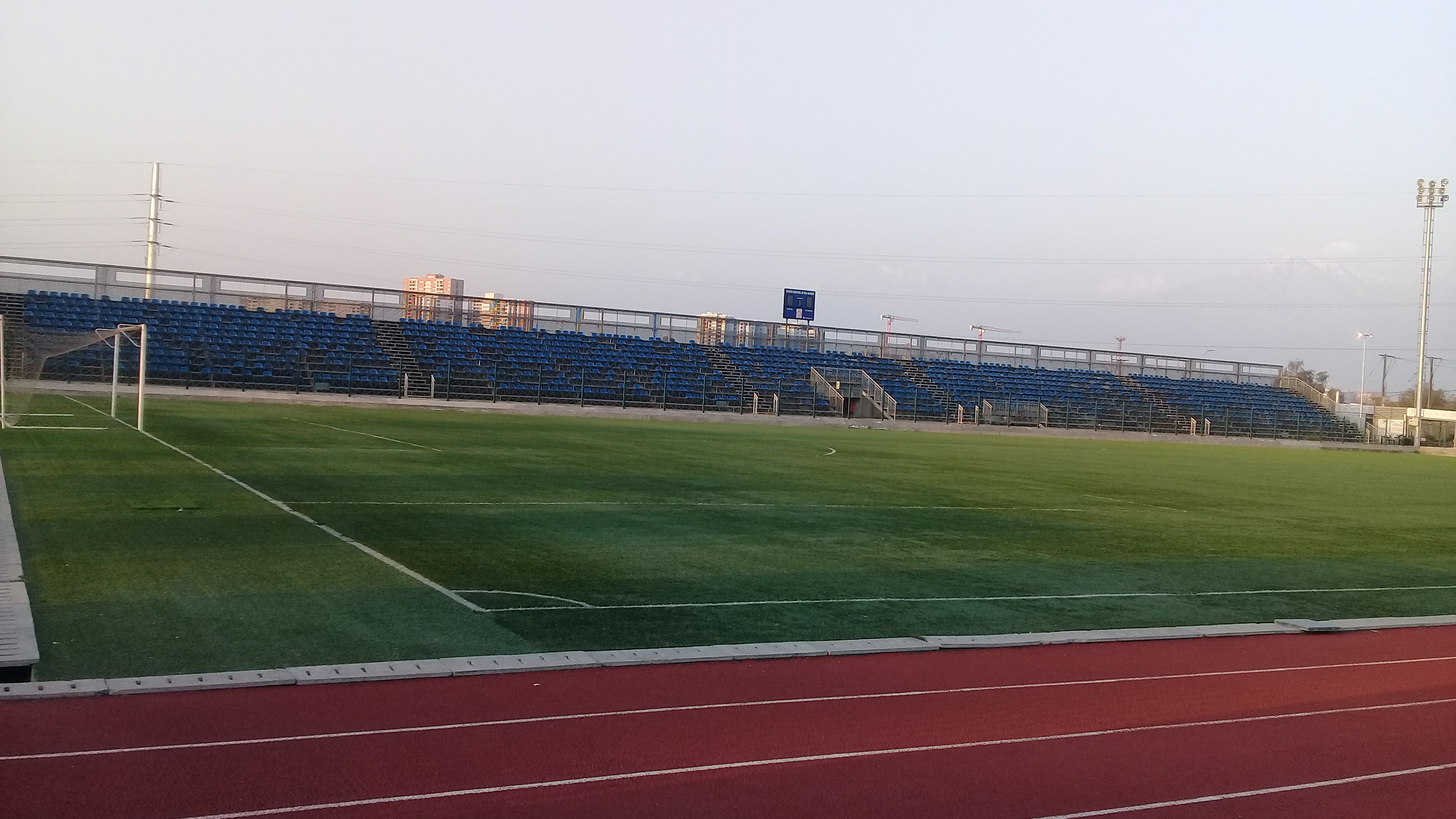
Estadio Municipal de San Joaquín.

El Estadio Municipal de San Joaquín es el principal estadio de fútbol de la comuna de San Joaquín. Está ubicado en Av. Carlos Valdovinos 253. Actualmente, cuenta con una capacidad cercana a los 3500 espectadores.
Como alternativa, usa el Estadio Joaquín Edwards Bello, ubicado en Vecinal 5880. Actualmente, cuenta con una capacidad cercana a los 700 espectadores.

## Datos del club
- Temporadas en 2.ª Profesional: 2 (2021-2022)
- Temporadas en 3.ª A: 1 (2020)
- Temporadas en 3.ª B: 3 (2018-2019, 2025-)

## Entrenadores

### Cronología
- Rodolfo Madrid (2018-2023)
- Juan Pablo Guzmán (2025-)

## Palmarés

### Títulos nacionales
- Tercera División B de Chile (1): 2019.
- Subcampeón de la Tercera División A de Chile (1): 2020.